# Deadpool (jeu vidéo)
Deadpool: The Game est un jeu vidéo d'action développé par High Moon Studios et édité par Activision, sorti le 25 juin 2013 en Amérique du Nord et le 28 juin 2013 en Europe sur les consoles PlayStation 3, Xbox 360 et PC. Une version remastérisée est publiée en novembre 2015 sur PlayStation 4 et Xbox One.

## Système de jeu
Deadpool: The Game est un beat them all classique avec des éléments de RPG tels que la progression du personnage en utilisant des Points Deadpool, obtenus en faisant des combos ou en démembrant les ennemis.
Les phases de combat sont séparées par des phases d'exploration et des cinématiques. De plus, à plusieurs reprises le joueur devra réaliser des QTE afin d'ouvrir des passages ou d'effectuer diverses actions.
Le jeu utilise un système de barre de vie se régénérant à intervalles réguliers, ceci étant justifié par les capacités de régénération du personnage, de plus les dégâts subis par le anti-héros sont visibles directement sur celui-ci.
Il est à noter que Deadpool, fidèle au personnage de Marvel casse régulièrement le quatrième mur afin d’interagir avec le spectateur, se substituant même au contrôle du joueur.

## Synopsis
Deadpool est chez lui et attend un appel important de High Moon Studios à qui il a proposé une idée de jeu vidéo. Après quelques « négociations », High Moon accepte de faire son jeu vidéo et envoie le script à Deadpool qui va tout revoir à sa convenance.
Le jeu commence, Deadpool est engagé pour capturer Chance White (on ne connait pas la raison pour laquelle il accepte puisqu'il ne se donne pas la peine de lire le script) un producteur d'émissions de télévision. Deadpool se rend au siège de la société de son contrat, massacre les sbires de celui-ci et se jette par une fenêtre avec lui.
Chance est « sauvé » par des sbires de Sinister alors que Deadpool est au téléphone avec le patron de High Moon (après avoir fait exploser le budget en effets pyrotechniques). Quand Deadpool poursuit les Maraudeurs dans les égouts, il doit affronter Arclight puis Vertigo. Il surprend Sinister qui tue Chance après s'être assuré d'avoir le contrôle de son satellite. Deadpool décide alors de se venger de Sinister pour lui avoir fait perdre un contrat, mais le muté se fait tuer en faisant exploser son corps. Deadpool est recueilli par Psylocke, Domino et Wolverine qui lui révèlent que Sinister est parti sur l'île Genosha.
Après avoir fait un atterrissage en catastrophe avec le Blackbird des X-Men et donné quelques gifles à un Wolverine inconscient, il part à la poursuite de Sinister sur Genosha où il rencontre Cable, venu d'un futur lointain afin de l'avertir des plans de Sinister, mais par ennui, Deadpool préfère se tirer une balle dans la tête.
En se réveillant, Deadpool trouve une lettre de Cable plantée dans sa poitrine lui donnant rendez-vous le plus vite possible afin de ne pas manquer « sa fangirl no 1 dotée d'une immense poitrine » (que l'on voie brandissant un panneau « I love DP » (« J'aime DP »)).
Après avoir retrouvé Cable (et ne pas l'avoir écouté une fois de plus), Deadpool décide d'attaquer la tour de Sinister.

Après avoir déclenché une « apocalypse électromagnétique », Deadpool tue Sinister mais se rend compte qu'il ne s'agissait que d'un clone. À la suite d'une discussion mouvementée, Cable réussit à convaincre Deadpool de se préoccuper de ce que pourrait faire Sinister car s'il ne le fait pas, Sinister pourrait détruire son restaurant de tacos favori.
L'anti-héros décide donc (en toute logique) d'utiliser le pied d'une Sentinelle afin de voyager jusqu'à la tour de Magnéto (le QG de Sinister) et Cable accepte de réparer le module pour lui. Malheureusement, en plein « vol », Deadpool percute Malicia qui est capturée par le Casseur afin de l'emmener dans une arène et de la torturer. Deadpool décide de la sauver afin que Malicia puisse tomber amoureuse de lui, mais décide entre-temps de tuer Sinister (un autre clone).

Quand il arrive à Malicia, elle est presque morte, il décide donc de la sauver en l'embrassant « comme jamais » afin de lui transmettre son pouvoir de régénération (ce qui est prétexte pour une phase de gameplay dans la peau de Malicia qui a absorbé l'esprit de Deadpool).
Après s'être malencontreusement fait exploser avec une grenade, Deadpool retrouve brièvement son amour de toujours, La Mort, qui lui explique que Sinister exhume des corps de mutants afin de récupérer leur ADN et de les cloner, les empêchant de trouver le repos. La Mort demande donc à Deadpool de l'aider à retrouver ces âmes en peine afin de mettre fin à leur souffrance, Deadpool accepte et rejoint le monde des morts dans quatre niveaux consécutifs.
Une fois sa mission accomplie, Deadpool rejoint le monde des vivants et va jusqu'à la tour de Magneto (en utilisant un vélo à réaction) où il combat les clones de Sinister vague après vague.
Une fois tous ses clones massacrés, Sinister sort de la tour, met K.O. les X-Men et commence à insulter Deadpool de tous les noms. Celui-ci (ayant préalablement tracé une croix rouge au sol) utilise la botte de la Sentinelle (pilotée par Mr Shuggums, le chien de Deadpool) pour écraser Sinister.
Alors que Deadpool se demande s'il s'agissait bien du véritable Sinister, Cable apparaît et lui fait un pouce levé. Le générique se lance.

## Réception
Le jeu reçoit des critiques assez moyennes, notant un scénario et une mise en scène fidèles au personnage mais un gameplay basique et peu original et des graphismes simplistes.